# Exèrcit Popular d'Alliberament de Manipur
Exèrcit Popular d'Alliberament de Manipur (Manipur People's Liberation Army, MPLA) és un grup armat que lluita per la independència de Manipur.
Fou fundat per N. Bisheswar Singh el 25 de setembre de 1978. El 1989 es va formar una ala política anomenada Front Popular Revolucionari de Manipur (Manipur Revolutionary People's Front MRPF) i va iniciar una reestructuració del seu exèrcit, que va esdevenir molt disciplinat i combatiu, distribuït en quatre seccions: 
1. Sadar Hill West, àrees de la vall de Manipur.
2. Sadar Hill, àrees de l'orient de la vall.
3. Hill, àrees de Manipur.
4. Vall d'Imphal, a la vora de la capital.

Cadascuna tenia un comandant i els corresponents rangs inferiors. Té en armes uns dos mil soldats i el seu suport es va incrementar durant la dècada de 1990.